# Séparatrice
En mathématiques, une séparatrice est la frontière séparant deux modes de comportement des solutions d'une équation différentielle.

## Exemples

### Pendule simple

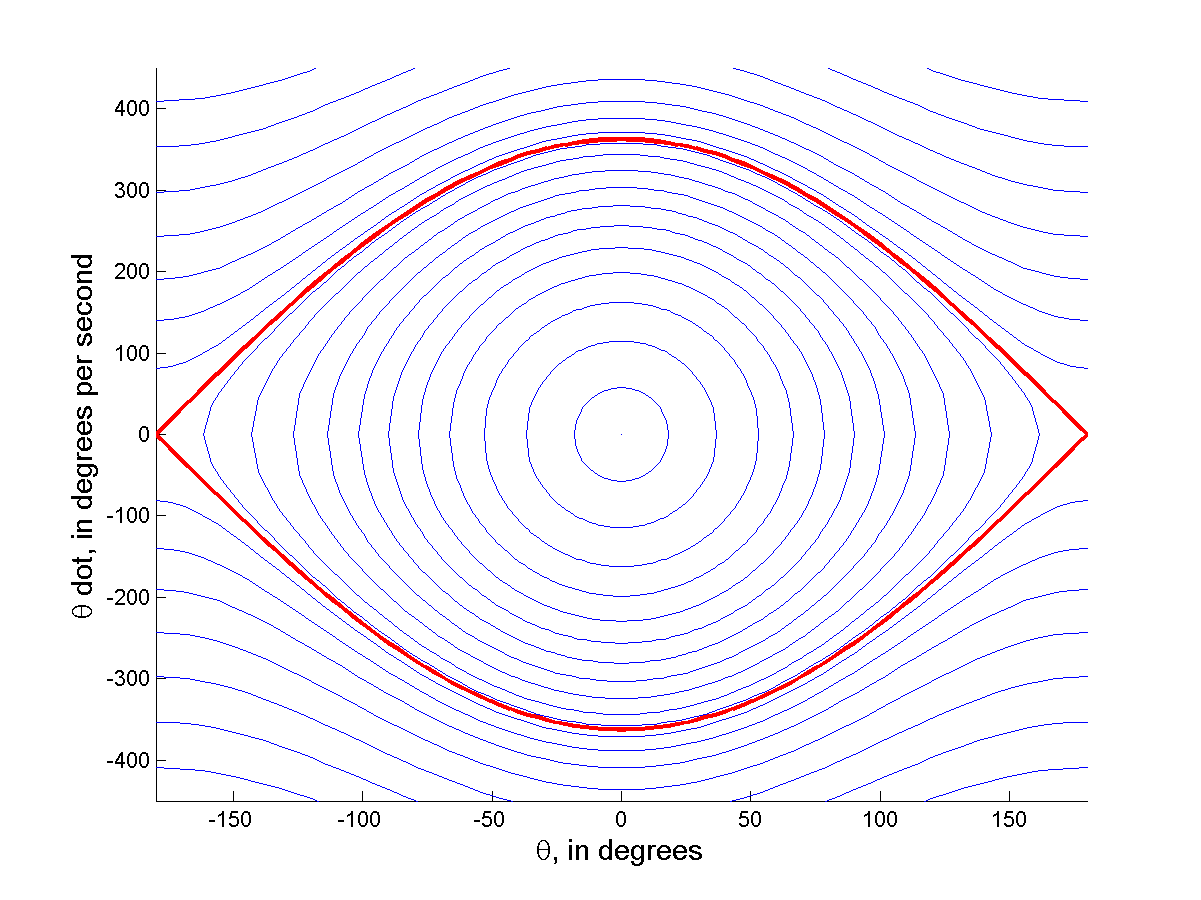
L'espace des phases pour le pendule simple. La séparatrice (en rouge) sépare les trajectoires oscillantes du pendule (à l'intérieur), de celles qui correspondent à des rotations complètes autour du point d'attache (à l'extérieur).

Soit l'équation différentielle décrivant le mouvement d'un pendule simple :
{\displaystyle {d^{2}\theta  \over dt^{2}}+{g \over \ell }\sin \theta =0.}
où {\displaystyle \ell } désigne la longueur du pendule, {\displaystyle g} l'accélération de pesanteur et {\displaystyle \theta } l'angle entre le pendule et la verticale. Dans ce système, la quantité H donnée par l'équation ci-dessous, appelée hamiltonien, est conservée :
{\displaystyle H={\frac {{\dot {\theta }}^{2}}{2}}-{\frac {g}{\ell }}\cos \theta .}
Ceci posé, on peut tracer une courbe à H constant dans l'espace des phases du système. L'espace des phases est représenté par un graphique avec {\displaystyle \theta } le long de l'axe horizontal et {\displaystyle {\dot {\theta }}} sur l’axe vertical (schéma à droite). Le type de courbe résultante dépend de la valeur de H .
- Si {\displaystyle H<-{\frac {g}{\ell }}} alors aucune courbe n'existe (car {\displaystyle {\dot {\theta }}} est alors imaginaire).
- Si {\displaystyle -{\frac {g}{\ell }}<H<{\frac {g}{\ell }}} alors la courbe sera une courbe simple fermée, presque circulaire pour H petit, et prend la forme d'un « œil » lorsque H s'approche de la limite supérieure. Ces courbes correspondent au balancement périodique du pendule d’un côté à l’autre.
- Si {\displaystyle {\frac {g}{\ell }}<H} alors la courbe est ouverte, et cela correspond au pendule décrivant un cercle complet autour de son point d'attache.

Dans ce système la séparatrice est la courbe qui correspond à {\displaystyle H={\frac {g}{\ell }}}. Elle sépare — d'où son nom — l'espace des phases en deux zones distinctes, chacune avec un type de mouvement différent. La région à l'intérieur de la séparatrice présente toutes les courbes d'espace de phase qui correspondent au pendule oscillant d'avant en arrière, tandis que la région à l'extérieur de la séparatrice présente toutes les courbes d'espace de phase qui correspondent au pendule décrivant des cercles complets  autour de son point d'attache.